# Internetni faks
Internetni faks, e-faks ali spletni faks je način pošiljanja telefaksa z uporabo interneta in internetnih protokolov namesto uporabe standardne telefonske povezave in fizičnega telefaksa. Značilnost internetnega faksa v primerjavi z drugimi internetnimi komunikacijami, kot je elektronska pošta, je možnost izmenjave faksov s konvencionalnimi telefaks napravami.

## Namen
Internet faks nima pred drugimi sredstvi za pošiljanje informacij prek interneta (kot na primer elektronska pošta) nobenih tehničnih prednosti, vendar je izjemno preprost za uporabo, prav tako se šteje za varnejši način pošiljanja kot elektronska pošta. Ta način pošiljanja faksov je lahko cenejši od standardnega faksiranja, še posebej v primeru mednarodnega pošiljanja. Dokumente lahko uporabnik pošlje tako, da jih skenira ali jih pripne, izbere telefonsko (telefaks) številko in pritisne gumb za pošiljanje. Faksiranje prek interneta omogoča faksno komunikacijo brez dejanskega naprave na enem ali obeh koncih.

## Pošiljanje in prejemanje faksa po internetu
Ena izmed priljubljenih možnosti je naročnina na internetno storitev faksiranja, ki uporabnikom omogoča pošiljanje in prejemanje faksov z osebnih računalnikov z obstoječim e-poštnim računom. Programska oprema, faks strežnik ali fizični telefaks niso potrebni. Faksi se prejmejo kot priložene datoteke v formatu TIFF ali PDF. Fakse lahko uporabnik pošlje ali prejme od koderkoli in kadarkoli, ko le ima dostop do interneta.
Z naraščajočo priljubljenostjo mobilnih telefonov je možno internetno faksiranje tudi z uporabo aplikacij za Android, iOS in Windows. Te aplikacije uporabljajo notranjo kamero telefona za skeniranje dokumentov za faksiranje.

## Ponudba internet faks storitev
Različni ponudniki internet faks storitev ponujajo različne načine pošiljanja in prejemanja faksov:
- iz elektronske pošte na faks številko
- preko spletnega portala
- z uporabo aplikacije za stacionarni računalnik ali mobilno napravo

Prav tako se ponudniki razlikujejo glede na način obračunavanja storitev:
- različni plani naročnin
- plačilo po poslanem faksu
- brezplačno pošiljanje (ob dodajanju oglasov na fakse in podobno)